# Granace
Granace är en kommun i departementet Corse-du-Sud på ön Korsika i Frankrike. Kommunen ligger  i kantonen Sartène som tillhör arrondissementet Sartène. År 2022 hade Granace 92 invånare.

## Befolkningsutveckling
Antalet invånare i kommunen Granace
Referens:INSEE